# Distincions de la Creu Roja Espanyola
Les Distincions de la Creu Roja Espanyola integren un conjunt de condecoracions civils espanyoles que té per objecte premiar a les persones que s'hagin destacat de forma rellevant per les seves actuacions voluntàries o en suport, col·laboració, defensa, difusió i compliment dels principis i objectius de la Creu Roja Espanyola. Són regulades en l'article cinquè, capítol primer, del Reglament General Orgànic de Creu Roja Espanyola que va ser aprovat el 29 de juliol de 1998.
Totes Distincions de la Creu Roja Espanyola compten amb una única modalitat, són les següents:
- Gran Placa d'Honor i Mèrit
- Placa d'Honor
- Medalla d'Or
- Medalla de Plata
- Medalla de Bronze
- Medalla a la Constància
- Diploma de Reconeixement de l'Acció Voluntària
- Diploma d'Honor

La Gran Placa d'Honor i Mèrit és lliurada pels Reis d'Espanya, decidint sobre les candidatures l'Assemblea General o el Comitè Nacional de la Creu Roja Espanyola. La Placa d'Honor l'atorga el Comitè Nacional de Creu Roja Espanyola. La Medalla d'Or la concedeix el Comitè Nacional o el president de la Creu Roja Espanyola, la de Plata és lliurada pels comitès autonòmics de la Creu Roja Espanyola o pels seus presidents, i les de bronze i a la constància pels comitès provincials o els seus presidents.
Els diplomes, en les seves dues categories, són atorgats pels comitès autonòmics o els seus presidents. Aquests últims poden delegar la facultat de la concessió del Diploma d'Honor en els comitès provincials o en els seus presidents.
Els diferents òrgans de govern i els presidents de qualsevol àmbit de la Creu Roja Espanyola poden realitzar propostes de distincions, excepte en els casos de la Gran Placa d'Honor i Mèrit i la de la Placa d'Honor.
La Creu Roja Espanyola compta amb un òrgan assessor en matèria de condecoracions, la Junta Nacional de Distincions, que estableix uns criteris públics i homogenis per al conjunt d'Espanya i manté el registre de les diferents distincions. Són membres d'aquesta junta el president de la Creu Roja Espanyola o persona en qui delegui, cinc vocals triats pel Comitè Nacional i un secretari, el secretari general de la Creu Roja Espanyola.